# Neptun 371
Die Frachtschiffsserie Neptun 371, auch Serie Sol Michel genannt, ist ein sehr variabler Stückgutschiffstyp der Rostocker Schiffswerft „Neptun“.

## Geschichte
Die Schiffe entstanden auf der Grundlage des technisch weitgehend übereinstimmenden Typs Neptun 381. Hergestellt wurde die Baureihe 1972 bis 1975 in sechs Einheiten, von denen drei an norwegische und drei an schwedische  Reedereien übergeben wurden. Vorgesehen sind die wahlweise als Volldecker oder Freidecker ausgelegten Schiffe vorwiegend für den kombinierten Transport von Stückgut, Containern, Schwergut,  Holz, Schüttgutladungen, aber auch Kühlladungen und Süßöl.
Erstes Schiff und Namensgeber der Serie war die am 23. Mai 1972 als Sol Michel vom Stapel gelassene, am 29. November 1972 aber als Lloyd Copenhague an die Reederei Johannes Solstad übergebene Baunummer 371. Die in Skudeneshavn beheimatete Lloyd Copenhague wurde mehrfach umbenannt, zuletzt 1997 in SREE JI I und schon ab dem 3. Dezember desselben Jahres in Alang abgebrochen.
Das sechste und letzte Schiff der Serie war die am 11. September 1975 als Balticland abgelieferte Baunummer 376, welche nach mehreren Umbenennungen ab dem 22. Januar 2000 als Rose Stone im indischen Alang abgebrochen wurde.
Die übrigen vier Schiffe der Baureihe sind trotz der gut 35-jährigen Einsatzdauer noch im Register verzeichnet.

## Technik
Angetrieben wurden die Schiffe von einem in MAN-Lizenz gefertigten Zweitakt-Dieselmotor des Typs K9Z 60/105 E des Herstellers VEB Maschinenbau Halberstadt der direkt auf einen  Vierflügel-Festpropeller mit 4,5 m Durchmesser wirkt. Die Leistung betrug 6620 kW bei maximal 165 min−1. Die weitgehend automatisierte Maschinenanlage ist für täglich 16-stündig wachfreien Betrieb eingerichtet.
Die mit einem Wulstbug versehenen Rümpfe sind in Sektionsbauweise zusammengefügt. Der mit Einzelkammern ausgestattete Wohn- und Arbeitsbereich der achtern angeordneten Decksaufbauten ist klimatisiert.
Die drei Laderäume mit einem Rauminhalt von 16.455 m3 Kornraum und 15.043 m3 Ballenraum verfügen über ein Zwischendeck mit hydraulisch betriebenen glatte Faltlukendeckeln und große Deckslukenöffnungen, die mit kettenbetriebenen verstärkten Lukendeckeln verschlossen werden. Es können außerdem 163 m3 Kühlladung und 351 m3 Süßöl sowie 288 Container, oder 3304 Standards Holz transportiert werden. Das Ladegeschirr besteht aus fünf 8/16/30 Tonnen Schwingladebäumen.